# Bernhard Riemann
Georg Friedrich Bernhard Riemann (API: /'ri:man/; 17 septembrie 1826 – 20 iulie, 1866) a fost un matematician german cu importante contribuții în analiza matematică și geometria diferențială, unele dintre ele deschizând drumul ulterior spre teoria relativității generalizate.

## Biografie
Riemann s-a născut în Breselenz, un sat de lângă Dannenberg din Regatul Hanovra în ceea ce este astăzi Germania. Tatăl său, Friedrich Bernhard Riemann, era un pastor luteran sărac din Breselenz care luptase în războaiele napoleoniene. Mama sa murise când copiii erau încă mici. Riemann a fost al doilea din șase frați, era timid, și suferea de depresii nervoase. Riemann era un elev excepțional la matematică, putea calcula foarte repede, de la vârste mici, dar suferea de timiditate și nu putea vorbi în public.
În liceu, Riemann a studiat intensiv Biblia, dar mintea îi aluneca înapoi la matematică. A încercat chiar să demonstreze matematic corectitudinea Genezei. Profesorii săi erau surprinși de geniul său și de abilitatea sa de a rezolva operațiuni matematice extrem de complicate. În 1840, Bernhard a plecat la Hanovra să locuiască cu bunica sa și să studieze la liceu acolo. După moartea bunicii în 1842, a studiat la liceul Johanneum Lüneburg. În 1846, la 19 ani, a început să studieze filologia și teologia pentru a se face pastor și a-și ajuta financiar familia. 
În 1847, după ce a strâns destui bani să-l trimită pe Bernhard la universitate, tatăl său i-a permis să renunțe la teologie și să înceapă studiul matematicii. A fost trimis la Universitea Göttingen, unde l-a întâlnit pe Carl Friedrich Gauss, și a participat la cursurile acestuia despre metoda celor mai mici pătrate.
În 1847, Riemann s-a mutat la Berlin, unde predau Jacobi, Dirichlet, și Steiner. A rămas în Berlin doi ani și apoi s-a întors la Göttingen în 1849.
Riemann a ținut primele cursuri în 1854, cursuri prin care a pus bazele geometriei riemanniene și a pregătit descoperirea de către Einstein a relativității generalizate. În 1857, a existat o tentativă de a-l promova pe Riemann la statutul de profesor extraordinar la Universitatea Göttingen. Deși această tentativă a eșuat, a avut ca rezultat faptul că Riemann a primit un salariu regulat. În 1859, după moartea lui Dirichlet, a fost promovat șef al departamentului de matematică de la Göttingen. În 1862 s-a căsătorit cu Elise Koch, cu care a avut o fiică.
A murit de tuberculoză în a treia lui călătorie în Italia, la Selasca (un sat de lângă Lacul Maggiore).

## Influență
Lucrările publicate de Riemann au deschis drumul cercetărilor în domenii care combină analiza matematică cu geometria. Acestea au devenit ulterior componente majore ale teoriilor din geometria riemanniană, geometria algebrică, și teoria varietăților complexe. Teoria suprafețelor Riemann a fost elaborată de Felix Klein și in mod deosebit de Adolf Hurwitz. Această ramură a matematicii face parte din fundamentele topologiei, și încă i se descoperă noi aplicații în fizica matematică.
Riemann a avut contribuții majore în analiza reală. A definit integrala Riemann prin intermediul sumelor Riemann, a dezvoltat o teorie a seriilor trigonometrice care nu sunt serii Fourier—un prim pas în teoria funcțiilor generalizate. 
A avut câteva contribuții celebre la teoria modernă analitică a numerelor. Într-o lucrare scurtă (singura pe care a publicat-o privind domeniul teoriei numerelor), a introdus funcția zeta Riemann și i-a stabilit importanța în înțelegerea distribuției numerelor prime. A făcut o serie de conjecturi privind proprietățile funcției zeta, una dintre ele fiind cunoscută sub numele de ipoteza Riemann.
A aplicat principiul Dirichlet din calculul variațional cu mult succes; aceasta a fost văzută însă mai mult ca o euristică puternică decât ca o metodă riguroasă. Justificarea acesteia a durat cel puțin o generație. Lucrările sale în domeniul monodromiei și al funcțiilor hipergeometrice în domeniul complex au făcut o impresie puternică, și au stabilit o metodă de lucru de bază cu funcțiile luând în considerare doar singularitățile acestora.

## Geometria euclidiană și geometria riemanniană
În 1853, Gauss i-a cerut lui Riemann, pe atunci student, să pregătească o Habilitationsschrift (română Lucrare de abilitare = teză de doctorat) despre fundamentele geometriei. În decurs de mai multe luni Riemann și-a dezvoltat teoria privind dimensiunile superioare. Când în 1854 și-a susținut la Göttingen teza, matematicienii au primit-o cu entuziasm. Această teză este acum una din cele mai importante lucrări din geometrie. Lucrarea a fost intitulată Über die Hypothesen welche der Geometrie zu Grunde liegen (română Despre ipotezele pe care se bazează geometria), și a fost publicată în 1868.
Teoria bazată pe lucrările lui se numește geometrie riemanniană. Riemann a găsit metoda corectă de a extinde în n dimensiuni geometria diferențială a suprafețelor, ceea ce Gauss însuși a demonstrat în theorema egregium. Obiectul fundamental al teoriei se numește tensorul de curbură Riemann. Pentru cazul suprafețelor, acest tensor poate fi redus la un scalar, pozitiv, negativ sau zero.

### Dimensiuni superioare

Imaginea unui hipercub proiectat pe o suprafață bidimensională

Ideea lui Riemann a fost introducerea unei mulțimi de numere în fiecare punct din spațiu care ar descrie cât de mult acesta este îndoit sau curbat. Riemann a descoperit că în patru dimensiuni spațiale, este nevoie de o mulțime de zece numere în fiecare punct pentru a descrie proprietățile unei varietăți, indiferent cât de distorsionată ar fi aceasta. Acesta este celebrul tensor metric.

## Opere
- Partielle Differentialgleichungen und deren Anwendung auf physikalische Fragen - 1860